# Mireille Mathieu
Mireille Mathieu (født 22. juli 1946 i Avignon, Frankrig) er en fransk sangerinde, der er blevet kaldt "Edith Piafs efterfølger".